# Great Saling
 (avril 2023).
Pour les articles homonymes, voir Saling.
Great Saling est un village et une ancienne paroisse civile de l'Essex, en Angleterre.